# Sivricehüyük, Dulkadiroğlu
Sivricehüyük là một xã thuộc huyện Dulkadiroğlu, tỉnh Kahramanmaraş, Thổ Nhĩ Kỳ. Dân số thời điểm năm 2010 là 380 người.